# Endeverafter
Gli Endeverafter (a volte scritto EndeverafteR) sono stati un gruppo rock statunitense, formatosi nel 2004 a Sacramento in California.

## Storia
La band venne fondata nel 2004 a Sacramento da Michael Grant, invitò a far parte della formazione Kristan Mallory, Tommi Andrews e, temporaneamente, il batterista Austin Sinclaire. I quattro erano intenti a dar vita ad un gruppo rock principalmente orientato verso l'hair metal dei Guns N' Roses e Mötley Crüe. Nel 2005 pubblicarono l'EP Blood on the Stage, iniziando una serie di concerti mensili nella loro città natale.
La svolta arrivò nel 2006, quando durante un concerto a Sacramento con i Fall Out Boy, il bassista di questi ultimi Pete Wentz fece ottenere alla band un contratto con la casa discografica Razor & Tie Entertainment. Alla band si unisì quello che sarà il batterista definitivo, Eric Humbert, ex-membro dei Fall Out Boy. Sempre nel 2006, ebbero l'occasione di aprire i concerti dei Poison e Cinderella nel tour del 20º anniversario, nonché alcune date dei Kiss.
L'album d'esordio, Kiss or Kill, prodotto da Bill Lefler e Stacy Jones degli American Hi-Fi, uscì il 30 ottobre 2007. Dall'album vennero estrapolati i singoli I Wanna Be Your Man e Baby Baby Baby.
Nel 2008 realizzarono un brano d'ingresso per il wrestler WWE Jeff Hardy dal titolo No More Words, reperibile nell'album WWE The Music, Vol. 8.
Nel 2010 pubblicarono il singolo inedito Barrel of a Gun, solo su Myspace.
Nel gennaio 2013, Michael Grant entra negli L.A. Guns in sostituzione a Frank Wilsey.

## Formazione

### Formazione attuale
- Michael Grant - voce, chitarra solista (2004-presente)
- Kristan Mallory - chitarra ritmica (2004-presente)
- Tommi Andrews - basso (2004-presente)
- Eric Humbert - batteria (2006-presente)

### Ex componenti
- Austin Sinclaire - batteria (2004-2006)

## Discografia

### Album studio
- 2007 – Kiss or Kill

### EP
- 2005 – Blood on the Stage

### Singoli
- 2007 – I Wanna Be Your Man
- 2007 – Baby Baby Baby